# Campionat del Món de Ral·lis Cross-Country
El Campionat del Món de Ral·lis Cross-Country (oficialment en anglès, FIM Cross-Country Rallies World Championship), conegut també com a Campionat del Món de Ral·lis Raid, fou una competició motociclista organitzada per la FIM que se celebrà entre el 1999 i el 2021. D'ençà de la temporada del 2022, el campionat es va ajuntar amb la Copa del Món de Ral·lis Raid automobilístics que organitzava la FIA des del 1993 i va esdevenir oficialment el Campionat del Món de Ral·lis Raid (World Rally-Raid Championship), abreujat W2RC.

## Història
La competició es va instaurar el 1999 com a Copa del Món arran de la popularitat que havien pres aquest tipus de curses a partir del Ral·li Dakar. El 2003 se li apujà el rang a Campionat del Món. A partir del 2005 se li anaren afegint copes complementàries (quads, femenina i júnior). De cara a la temporada del 2020 (que finalment s'anul·là a causa de la COVID-19), les categories es reestructuraren i es reanomenaren RallyGP i Rally2, semblantment al que passa al mundial de velocitat amb les categories MotoGP i Moto2.
El calendari del Campionat del Món de Ral·lis Cross-Country agrupava els raids més importants, tret justament del Ral·li Dakar. Entre les seves proves principals hi havia el Ral·li dels Faraons, el Ral·li del Marroc o el Ral·li de Sardenya.

## Llista de campions

### Copa del Món (1999-2002)
| Any  | Pilot            | Moto |
| ---- | ---------------- | ---- |
| 1999 | Thierry Magnaldi | KTM  |
| 2000 | Fabrizio Meoni   | KTM  |
| 2001 | Carlo de Gavardo | KTM  |
| 2002 | Richard Sainct   | KTM  |

### Campionat del Món

#### Primera etapa (2003-2010)
| Any  | Open                    | Open | 450cc             | 450cc   |
| Any  | Pilot                   | Moto | Pilot             | Moto    |
| ---- | ----------------------- | ---- | ----------------- | ------- |
| 2003 | Cyril Despres           | KTM  | -                 | -       |
| 2004 | Pål Anders Ullevålseter | KTM  | Carlo de Gavardo  | KTM     |
| 2005 | Marc Coma               | KTM  | Carlo de Gavardo  | KTM     |
| 2006 | Marc Coma               | KTM  | Francisco López   | Honda   |
| 2007 | Marc Coma               | KTM  | Jacek Czachor     | KTM     |
| 2008 | Marek Dabrowski (P)     | KTM  | Jacek Czachor (P) | KTM     |
| 2008 | Oscar Polli (S)         | KTM  | Víctor Rivera (S) | Pacific |
| 2009 | Cyril Despres           | KTM  | -                 | -       |
| 2010 | Marc Coma               | KTM  | David Casteu      | Sherco  |

Notes
1. ↑  P: Production; S: Sport
2. ↑  El 2009, a banda del campionat del món Open (absolut), es disputà també la Copa del Món Open i 450cc en categories Production i Sport. Vegeu-ne els guanyadors més avall.

#### Segona etapa (2011-2021)
Font:
| Any  | Pilot                 | Moto                  |
| ---- | --------------------- | --------------------- |
| 2011 | Hélder Rodrigues      | Yamaha                |
| 2012 | Marc Coma             | KTM                   |
| 2013 | Paulo Gonçalves       | Honda                 |
| 2014 | Marc Coma             | KTM                   |
| 2015 | Matthias Walkner      | KTM                   |
| 2016 | Pablo Quintanilla     | Husqvarna             |
| 2017 | Pablo Quintanilla     | Husqvarna             |
| 2018 | Toby Price            | KTM                   |
| 2019 | Sam Sunderland        | KTM                   |
| 2020 | Cancel·lat (COVID-19) | Cancel·lat (COVID-19) |
| 2021 | Matthias Walkner      | KTM                   |

## Guanyadors de copes complementàries

### Copa del Món del 2009
| Categoria  | Open                | 450cc                     |
| ---------- | ------------------- | ------------------------- |
| Production | Jacek Czachor (KTM) | Daniel Carmignani (Honda) |
| Sport      | Cyril Despres (KTM) | Olivier Pain (Yamaha)     |

### Copa del Món de quads
Font:
| Any  | Pilot                  | Quad                   |
| ---- | ---------------------- | ---------------------- |
| 2005 | Ricardo L. Dos Santos  | Yamaha                 |
| 2006 | Cristophe Declerck     | KTM                    |
| 2007 | Sebastian Husseini     | Suzuki                 |
| 2008 | Karim Dilou            | Yamaha                 |
| 2009 | Lionel Laine           | KTM                    |
| 2010 | Rafal Sonik            | Yamaha                 |
| 2011 | Dmitry Pavlov          | Honda                  |
| 2012 | Lukasz Laskawiec       | Yamaha                 |
| 2013 | Rafal Sonik            | Honda                  |
| 2014 | Rafal Sonik            | Yamaha                 |
| 2015 | Rafal Sonik            | Yamaha                 |
| 2016 | Rafal Sonik            | Yamaha                 |
| 2017 | Kees Koolen            | Barren)                |
| 2018 | Aleksandr Maksimov     | Yamaha                 |
| 2019 | Rafal Sonik            | Yamaha                 |
| 2020 | Cancel·lada (COVID-19) | Cancel·lada (COVID-19) |
| 2021 | Manuel Andújar         | Yamaha                 |

### Copa del Món femenina
Font:
| Any                     | Pilot                  | Moto                   |
| ----------------------- | ---------------------- | ---------------------- |
| 2003                    | Katryn Lyda            | KTM                    |
| 2004-2008: No disputada |                        |                        |
| 2009                    | Camelia Liparoti       | KTM                    |
| 2010                    | Camelia Liparoti       | KTM                    |
| 2011                    | Camelia Liparoti       | Yamaha                 |
| 2012                    | Camelia Liparoti       | Yamaha                 |
| 2013                    | Camelia Liparoti       | Yamaha                 |
| 2014                    | Camelia Liparoti       | Yamaha                 |
| 2015                    | Anastasiya Nifontova   | Husqvarna              |
| 2016                    | Laia Sanz              | KTM                    |
| 2017                    | Laia Sanz              | KTM                    |
| 2018                    | No disputada           | No disputada           |
| 2019                    | Laia Sanz              | KTM                    |
| 2020                    | Cancel·lada (COVID-19) | Cancel·lada (COVID-19) |
| 2021                    | Anastasiya Nifontova   | Husqvarna              |

### Copa del Món júnior
Font:
| Any  | Pilot                  | Moto                   |
| ---- | ---------------------- | ---------------------- |
| 2012 | Lukasz Laskawiec       | Yamaha                 |
| 2013 | Mohammed Abu Issa      | Yamaha                 |
| 2014 | Jakub Piatek           | KTM                    |
| 2015 | Jakub Piatek           | KTM                    |
| 2016 | José Ignacio Cornejo   | KTM                    |
| 2017 | Maciej Giemza          | KTM                    |
| 2018 | Maciej Giemza          | KTM                    |
| 2019 | Luciano Benavides      | KTM                    |
| 2020 | Cancel·lada (COVID-19) | Cancel·lada (COVID-19) |
| 2021 | Konrad Dabrowski       | KTM                    |